# Списък на търговски центрове в София
Списък на молове / търговски центрове в София, България.

## Построени
- ЦУМ (1957; реновиран 2000) – търговска площ: 19 000 m², офиси: 11 000 m² (Централен универсален магазин)

- Парк Център София (2006; реновиран 2016) – търговска площ: 23 000 m² (Park Center Sofia)

- Мол ъф София (2006) – търговска площ: 23 000 m², офиси: 18 100 m² (Mall of Sofia / Sofia Tower 1 / Sofia Tower 2)
- Скай Сити (2006) – търговска площ: 19 500 m² (Sky City)
- Принцес Аутлет Център (2007) – търговска площ: 12 600 m² (Princess Outlet Center)
- Саут Мол (2009) – търговска площ: 6 000 m² (South Mall)
- Дъ Мол (2010) – търговска площ: 66 000 m² (The Mall)
- Сердика Център (2010) – търговска площ: 52 000 m², офиси: 28 500 m² (Serdika Center)
- София Аутлет Център (2010) – търговска площ: 20 000 m² (Sofia Outlet Center)
- Метро Сити (2010) – търговска площ: 7 000 m² (Metro City)
- Галакси Трейд Център (2010) – търговска площ: 10 000 m² (Galaxy Trade Center)
- Софарма Бизнес Тауърс (2011) – търговска площ: 18 000 m², офиси: 32 740 m² (SoPharma Business Towers)
- България Мол (2012) – търговска площ: 34 000 m², офиси: 36 000 m² (Bulgaria Mall)
- Търговски център Надежда (2012) – търговска площ: 6 400 m², офиси: 1 800 m² (Trade Center Nadejda)
- Парадайс Център (2013) – търговска площ: 80 000 m² (Paradise Center)
- Уест Мол (2014; реновиран 2025) – търговска площ: 24 000 m² (West Mall Архив на оригинала от 2024-06-16 в Wayback Machine.)
- Трейд Хаус Уест (2014) – търговска площ: 11 000 m² (Trade House West)
- София Ринг Мол (2014) – търговска площ: 72 000 m² (Sofia Ring Mall)
- Сан Стефано Плаза (2016) – търговска площ: 10 000 m² (San Stefano Plaza)
- Борово Център (2017) – търговска площ: 5 800 m² (Borovo Center)

## В проект
- Каньон Трейд Център (проект) (2016) – търговска площ: 32 000 m² (Canyon Trade Center)

## Незавършени
- Плаза Уест София (незавършен) (2015) – търговска площ: 25 600 m² (Plaza West)

## Други търговски центрове
- Мини Мол Люлин – търговска и офис площ: 6 000 m² (Mini Mall Lulin)
- Силвър Център – търговска и офис площ: 10 500 m² (Silver Center)
- Перла Парк – търговска и офис площ: 7 000 m² (Pearl Park)
- Сити Пойнт – търговска и офис площ: 6 500 m² (City Point)
- Търговски център Метропол – търговска и офис площ: 1 200 m²

Това са малки търговски центрове в София, от нисък клас, не отговарящи на категорията търговски център тип мол.